# Seznam okrožij Francije

## Seznam departmajev po regijah, veljavnih do leta 2015
| - Alzacija (Alsace) - 67 Bas-Rhin - 68 Haut-Rhin - Akvitanija (Aquitaine) - 24 Dordogne - 33 Gironde - 40 Landes - 47 Lot-et-Garonne - 64 Pyrénées-Atlantiques - Auvergne - 03 Allier - 15 Cantal - 43 Haute-Loire - 63 Puy-de-Dôme - Spodnja Normandija (Basse-Normandie) - 14 Calvados - 50 Manche - 61 Orne - Burgundija (Bourgogne) - 21 Côte-d'Or - 58 Nièvre - 71 Saône-et-Loire - 89 Yonne - Bretanja (Bretagne) - 22 Côtes-d'Armor - 29 Finistère - 35 Ille-et-Vilaine - 56 Morbihan - Center (Centre) - 18 Cher - 28 Eure-et-Loir - 36 Indre - 37 Indre-et-Loire - 41 Loir-et-Cher - 45 Loiret - Šampanja-Ardeni (Champagne-Ardenne) - 08 Ardennes - 10 Aube - 51 Marne - 52 Haute-Marne - Korzika (Corse) - 2A Corse-du-Sud - 2B Haute-Corse - Franche-Comté - 25 Doubs - 39 Jura - 70 Haute-Saône - 90 Territoire de Belfort - Zgornja Normandija (Haute-Normandie) - 27 Eure - 76 Seine-Maritime - Île-de-France - 75 Pariz - 77 Seine-et-Marne - 78 Yvelines - 91 Essonne - 92 Hauts-de-Seine - 93 Seine-Saint-Denis - 94 Val-de-Marne - 95 Val-d'Oise - Languedoc-Roussillon - 11 Aude - 30 Gard - 34 Hérault - 48 Lozère - 66 Pyrénées-Orientales - Limousin - 19 Corrèze - 23 Creuse - 87 Haute-Vienne | - Lorena (Lorraine) - 54 Meurthe-et-Moselle - 55 Meuse - 57 Moselle - 88 Vosges - Jug-Pireneji (Midi-Pyrénées) - 09 Ariège - 12 Aveyron - 31 Haute-Garonne - 32 Gers - 46 Lot - 65 Hautes-Pyrénées - 81 Tarn - 82 Tarn-et-Garonne - Nord-Pas de Calais - 59 Nord - 62 Pas-de-Calais - Pays-de-la-Loire - 44 Loire-Atlantique - 49 Maine-et-Loire - 53 Mayenne - 72 Sarthe - 85 Vendée - Pikardija (Picardie) - 02 Aisne - 60 Oise - 80 Somme - Poitou-Charentes - 16 Charente - 17 Charente-Maritime - 79 Deux-Sèvres - 86 Vienne - Provansa-Alpe-Azurna obala (Provence-Alpes-Côte d'Azur) - 04 Alpes-de-Haute-Provence - 05 Hautes-Alpes - 06 Alpes-Maritimes - 13 Bouches-du-Rhône - 83 Var - 84 Vaucluse - Rona-Alpe (Rhône-Alpes) - 01 Ain - 07 Ardèche - 26 Drôme - 38 Isère - 42 Loire - 69 Rhône - 73 Savoie - 74 Haute-Savoie - Prekomorski departmaji (Sledeči so tako departmaji kot tudi regije) - 971 Guadeloupe - 972 Martinique - 973 French Guiana - 974 Réunion - - 975 Sveti Peter in Mihael - 976 Mayotte - 986 Wallis in Futuna - 987 Francoska Polinezija - – Sveti Jernej - – Sveti Martin - Skupnosti Sui generis - 988 Nova Kaledonija - Prekomorska ozemlja - 984 Francoska južna in antarktična ozemlja - Otok Clipperton |